# Louis-Augustin Marmottin
Louis-Augustin Marmottin (ur. 11 marca 1875 w La Neuville-au-Pont, zm. 9 maja 1960) – francuski duchowny rzymskokatolicki, biskup Saint-Dié, arcybiskup Reims i prymas Galli Belgica.

## Biografia
17 grudnia 1898 otrzymał święcenia prezbiteriatu i został kapłanem diecezji Châlons.
2 sierpnia 1930 papież Pius XI mianował go biskupem Saint-Dié. 2 października 1930 przyjął sakrę biskupią z rąk biskupa Châlons Josepha-Marii Tissiera. Współkonsekratorami byli biskup strasburski Charles-Joseph-Eugène Ruch oraz biskup Le Mans Georges-François-Xavier-Marie Grente. Ingres odbył 15 października 1930.
21 sierpnia 1940 papież Pius XII awansował go na urząd arcybiskupa Reims oraz związany z arcybiskupstwem tytuł prymasa Galli Belgica. Na tej katedrze zasiadał do śmierci 9 maja 1960.